# The Lord of the Rings: Aragorn's Quest
The Lord of the Rings: Aragorn's Quest är ett äventyrsspel baserat på de viktigaste händelserna inom Filmtrilogin om Härskarringen, baserat på den berömda romanen av J.R.R Tolkien. Spelet har även stöd till Playstation Move för Playstation 3.

## Versionsskillnader
Spelet släpptes till Playstation 3 och Nintendo Wii som har stöd för rörelsekontroller och har en overworld. Samt till Playstation 2 och Nintendo DS., som saknar vissa av dessa funktioner.